# پاتریک مارلو
پاتریک مارلو (انگلیسی: Patrick Marleau؛ زادهٔ ۱۵ سپتامبر ۱۹۷۹) بازیکن هاکی روی یخ اهل کانادا است.